# Тымкыгытгын
Тымкыгытгын — озеро на западе полуострова Камчатка у подножия Ичинского вулкана. Находится на территории Быстринского района Камчатского края России на восточной стороне Срединного хребта.

## Описание

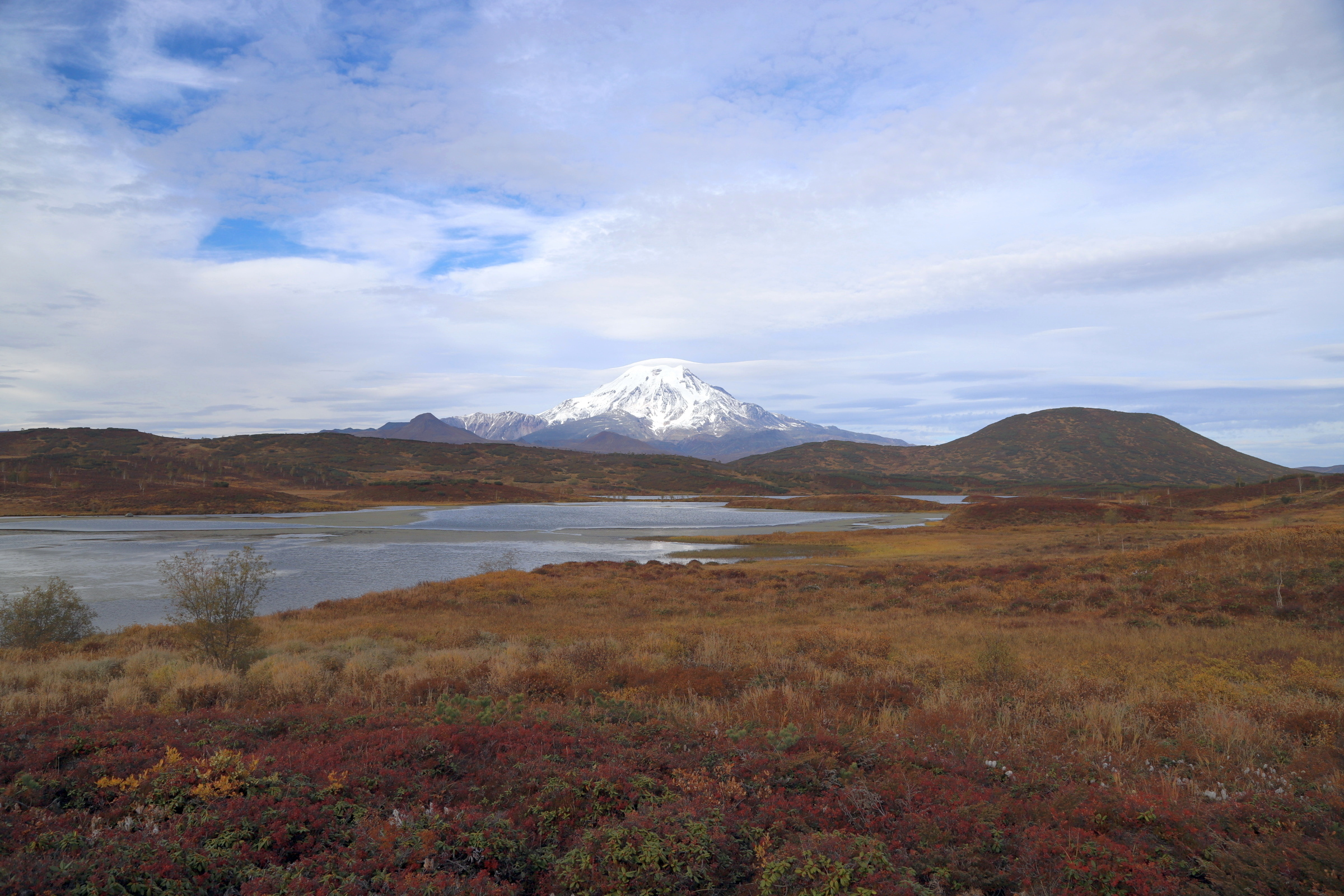
Тымкыгытгын и Ичинская сопка

Площадь зеркала 0,4 км², максимальная глубина — 11 м, средняя глубина — 3,2 м, высота над уровнем моря — 875 м.
Озеро постледникового происхождения. Расположено в троговой долине.
Соединено с озером Ангре ручьём. Зимой промерзает до дна.
Находится на территории Быстринского природного парка (входит в природный парк «Вулканы Камчатки»).
Озерно-речную систему Тымкыгытгын — Ангре населяет только северная мальма.